# Fujara
La fujara (['fujɑrɑ]) est un instrument de musique originaire de Slovaquie.
Elle est typique de la musique slovaque et fait partie du patrimoine culturel immatériel de l'humanité depuis 2005.

## Description
Comparable à une grande flûte à trois trous composée de deux tubes le plus grand d'une longueur de 160 à 200 cm de long et le plus petit de 50 à 80 cm. Elle est accordée en la, sol ou fa.

## Histoire
L'origine de la fujara semble provenir des flûtes à trois trous populaires en Europe aux XIIe et XIIIe siècles. Elle aurait pris sa forme actuelle dans la région de Slovenská Ľupča en Slovaquie, à l'époque de l'occupation turque.